# Srikaton (Papar)
Srikaton is een bestuurslaag in het regentschap Kediri van de provincie Oost-Java, Indonesië. Srikaton telt 1303 inwoners (volkstelling 2010).